# Domenico Palazzotto senior
Domenico Palazzotto (Palermo, 1832 – Palermo, 1894) è stato un medico italiano attivo a Palermo.

## Biografia
Nasce a Palermo dall'architetto Emmanuele Palazzotto (Palermo, 1798-1872) e dalla Baronessa Maria Anna Martinez Napoli; suoi fratelli furono l'architetto Giovan Battista Palazzotto (1834-1896), Pietro Palazzotto (1837-1860), eroe garibaldino, mons. Giuseppe Palazzotto (1839-1919) e l'architetto Francesco Paolo Palazzotto (1849-1915). Era cugino del bibliografo Gaetano Palazzotto (1814-1859).
Fu un valente e noto medico a Palermo, dove ricoprì spesso incarichi direzionali in ambito sanitario.
Durante l'epidemia colerica a Palermo nel 1866-67 fu uno dei componenti dell'Ufficio Sanitario comunale diretto da Stanislao Cannizzaro, insieme a Vincenzo Abate, Bernardo Salemi, Saverio Giacoma, Filippo Bianca, Michele De Franchi, Pietro Cervello e Giuseppe Furitano.
Amico e sodale del Beato don Giacomo Cusmano, partecipò attivamente alla vita del Boccone del Povero di Palermo fin dalla fondazione nel 1867. Fu pure nominato medico chirurgo ordinario dall'Arcivescovo di Palermo Giovan Battista Naselli.
Col ritorno del morbo colerico a Palermo negli anni 1885-87 fu chiamato a dirigere l'Ufficio Sanitario del rione Molo.